# Сидоровка (Давлекановський район)
Си́доровка (рос. Сидоровка, башк. Сидоровка) — присілок у складі Давлекановського району Башкортостану, Росія. Входить до складу Поляковської сільської ради.
Населення — 52 особи (2010; 44 в 2002).
Національний склад:
- росіяни — 61 %
- українці — 30 %